# Sverker Svensson
Sverker Svensson, född 11 december 1950 i Hammerdal, död 19 mars 2023 i Växjö, var en svensk  medeldistanslöpare.
Han tävlade för Stockholms Spårvägars GIF.